# Proardea
Proardea — викопний рід лелекоподібних птахів родини чаплевих (Ardeidae), що існував в олігоцені в Європі.

## Опис
Рід відомий з фрагментарних решток, що знайдені в Бельгії та Франції. Птах сягав близько 70 см заввишки і зовні був дуже схожий на сучасних чапель. Ймовірно, їхній спосіб життя був таким же, як у сучасних чапель: вони мешкали на берегах водойм, а харчувалася дрібними водними хребетними, такими, як саламандри, жаби і риби.